# Charles-Nicolas Simonon
Pour les articles homonymes, voir Simonon.
Charles-Nicolas Simonon, né à Liège le 5 mai 1774, mort à Liège le 20 janvier 1847, est un écrivain et peintre belge de langue wallonne.

## Biographie
Bourgeois et rentier, lettré et artiste, Simonon vit au Val-Benoît (Liège), à l'époque où cette région est toujours campagnarde, dans la périphérie liégeoise. Il veut avant tout faire œuvre de philologue et étudier le wallon, notamment en créant des outils lexicaux et grammaticaux. Il crée d'ailleurs un système orthographique phonétique assez cohérent, qui ne sera pourtant jamais retenu par ses pairs et ses successeurs,.
Perçu par Maurice Piron comme un écrivain de transition, lui qui a connu quatre régimes politiques (liégeois, français, hollandais, puis belge), Simonon parvient à quitter la poésie de circonstance vers une écriture plus lyrique, qui annonce déjà Nicolas Defrêcheux. 
Son poème majeur, Li Côparèye (1822), évoque avec nostalgie la disparition de la cloche de la cathédrale Saint-Lambert, dont la démolition avait été décidée par les pouvoirs politiques après la révolution liégeoise. Il rejoint, par ce texte, le sentiment d'une majorité de la population, ce qui a fait son succès en tant qu'auteur.
Simonon était également peintre. Il aurait été formé à l'Académie de Düsseldorf vers 1793. Il a réalisé plusieurs portraits et des dessins et avait été choisi, pour cette raison, comme membre d'une commission chargée de récupérer les œuvres d'art dans les églises et couvents du département de l'Ourthe afin de créer un musée local. Cette commission rassemblait également Léonard Defrance, H. Harnal et le sculpteur F.J. Dewandre.

## Œuvres
- Poésies en patois de Liège précédées d'une dissertation grammaticale sur ce patois et suivies d'un glossaire, Liège, F. Oudart, 1845.
- Le patois à Liège il y a 100 ans (avec F. Bailleux).
- Li Côparèye, poème, 1822.

## Hommages
Plusieurs rues portent le nom du poète : à Herstal, à Liège, dans le quartier des Guillemins (Liège).
Pour Maurice Piron, « Malgré sa longueur plus d'une fois critiquée [...], Li Côparêye a été le premier maillon de la chaîne qui a relié le vieux sentiment principautaire liégeois à la conscience naissante d'un sentiment plus large qui, [...] allait s'étendre à la Belgique romane toute entière et lui donner son nom de Wallonie. » (Anthologie de la littérature wallonne, p. 97).
Depuis 2012, le son de la Côparêye a pu être reconstitué en synthèse, grâce à des fragments de celles-ci qui avaient été conservées dans les réserves du Grand Curtius. Ce son résonne sur la place Saint-Lambert (Liège) tous les soirs à 21h et à 22h.